# Pieve di San Pancrazio (Lucca)
La pieve di San Pancrazio è una chiesa di Lucca sita nella frazione omonima.

## Storia
La Pieve di San Pancrazio è una pieve battesimale a partire dal X secolo, dalla quale dipendevano sia Sant'Andrea di Saltocchio che San Bartolomeo di Ciciana.
Dal 2002 fino al 27/11/12 la pieve è stata guidata dal parroco don.Guido Chiarentin; dal 2013 parroco è Don Renato Monacci.

## Caratteristiche
È a navata unica, una tipologia inconsueta per le pievi lucchesi che adottano abitualmente la struttura a tre navate, ma non rara in questa zona.
La facciata a capanna e l'abside, costruite in arenaria, sono coronate da archeggiature, mentre nei fianchi appaiono semplici mensole.
Un restauro "purista" alla metà del XIX secolo ha eliminato all'interno tutte le aggiunte che si erano stratificate nel corso dei secoli.

### Le campane

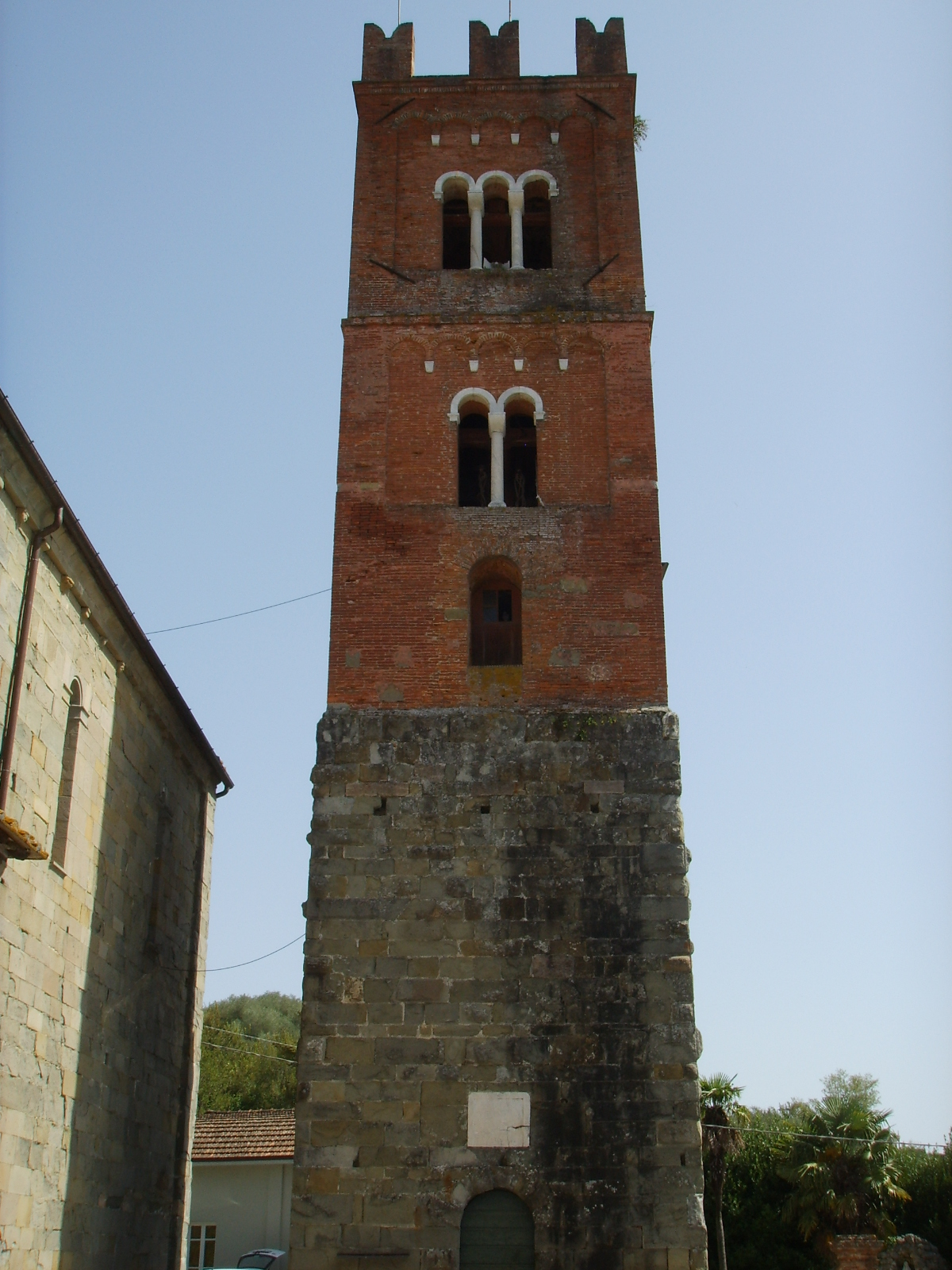
Il campanile

Nel campanile sono presenti 4 campane in Re 3 fuse dalla Fonderia Luigi Magni di San Concordio in Contrada, quartiere al di fuori delle mura di Lucca,nel 1949.

## Galleria d'immagini

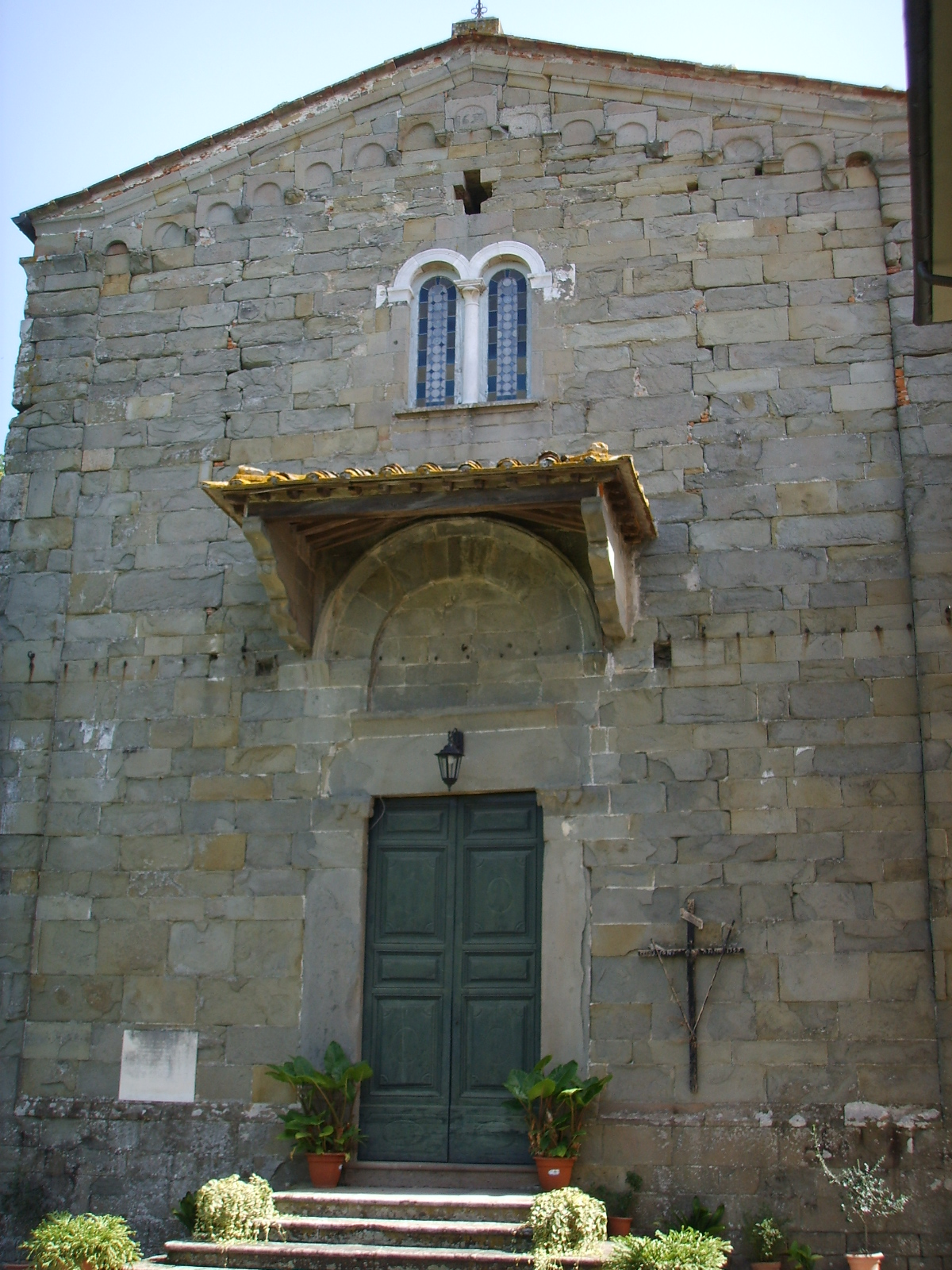
La facciata
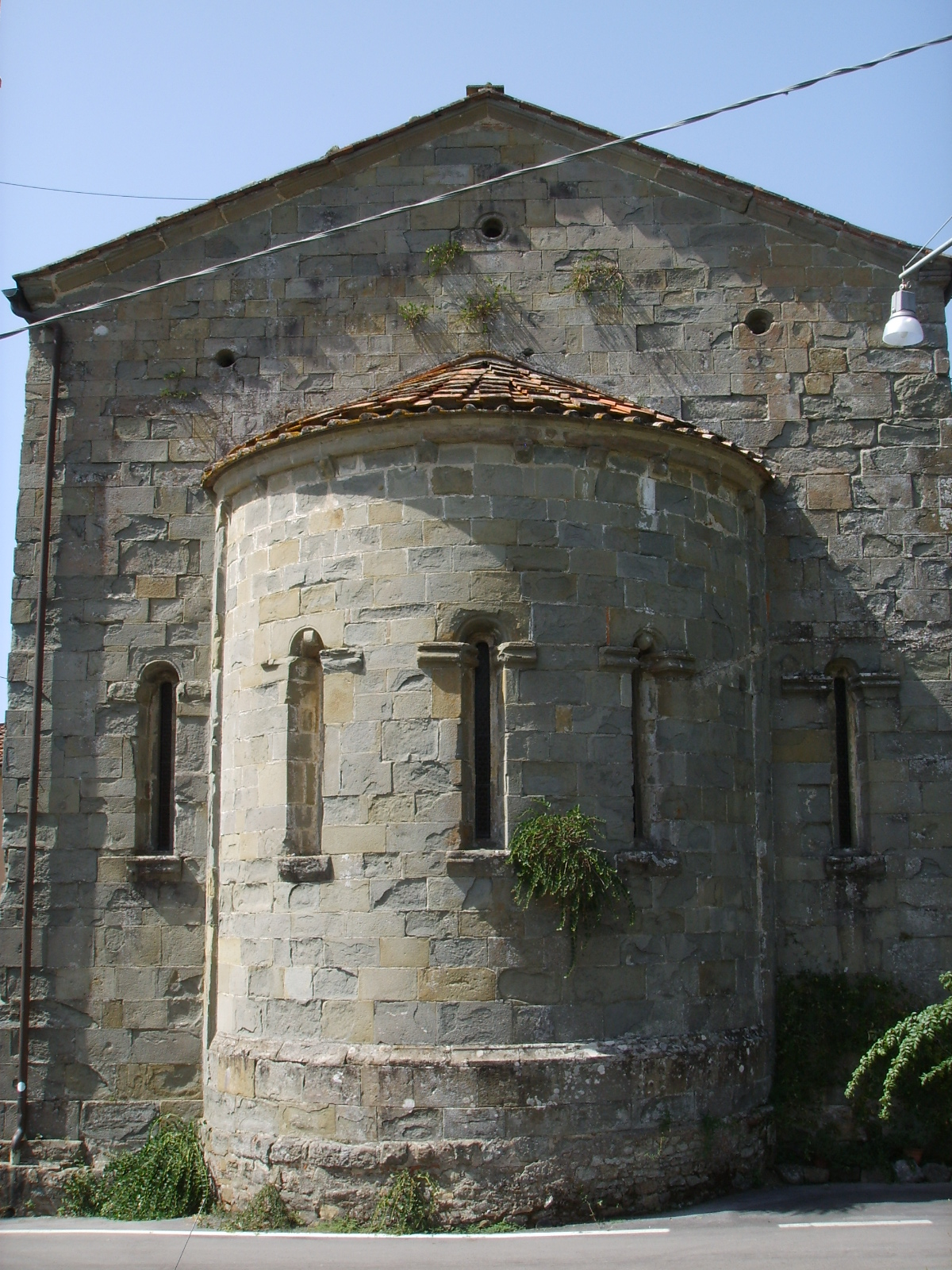
L'abside
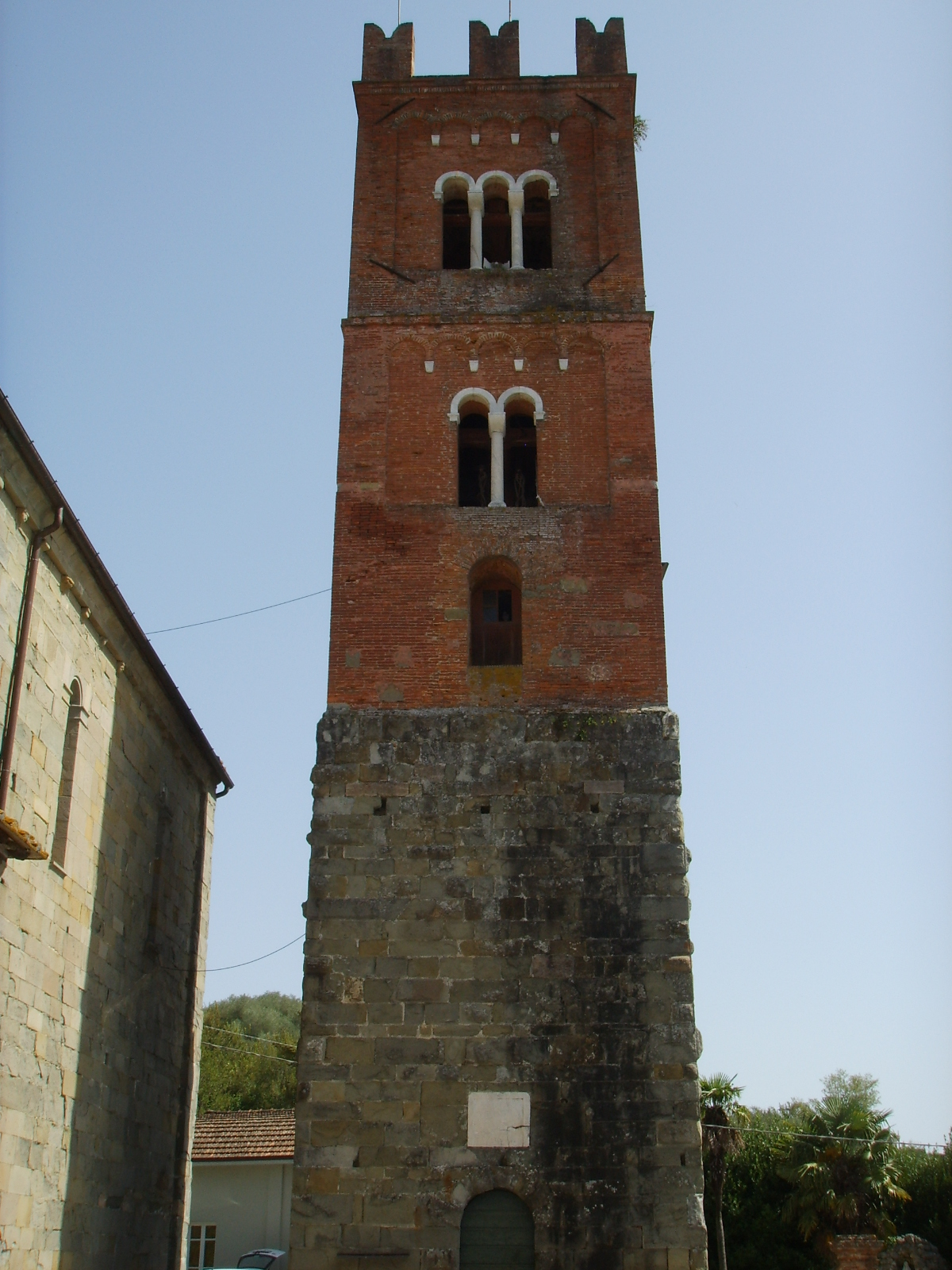
Il campanile
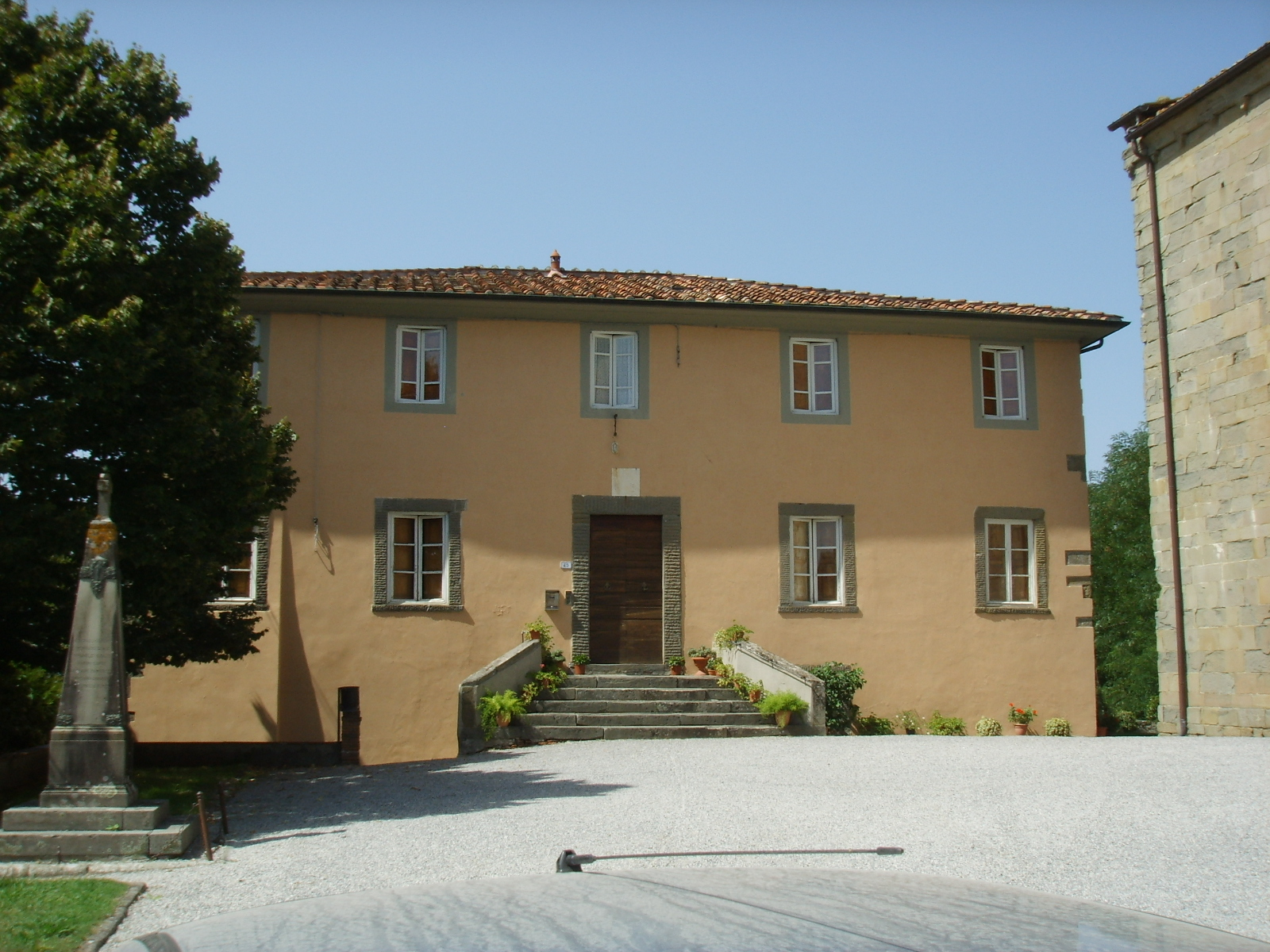
La canonica